# 原久美子
原 久美子（はら くみこ、1970年11月20日 - ）は、東京都出身のグラビアアイドル、女優・タレントである。本名：木原 久美子（きはら くみこ）。イエローバス→しまだプロダクション所属。
東京都立東村山高等学校卒業。

## 略歴
- 高校2年生の夏に江ノ島でスカウトされる[2]。
- 1990年ブリヂストン イメージガール、1991年キリンビールのキャンペーンガール、1992年京浜急行電鉄の京急キャンペーンガール（現在廃止）などを経て、女優としてVシネマ・テレビドラマなどに出演している。ヌード写真集の出版でも話題となった。最近は、テレビの旅番組などにも出演している。

## 人物
- 趣味：ゴルフ、スキューバダイビング

## 出版物

### 写真集
- SIESTA（1989年12月、近代映画社、撮影：玉川清）ISBN 4764816377
- Pasi´on（1990年3月、TIS、撮影：橋本哲）ISBN 4847021320
- 素肌の構図（1991年4月、ビックマン、撮影：瀬戸正二）ISBN 4894050749
- JUST FIT（パパラブックス）（1992年3月、TIS、撮影：西田幸樹）ISBN 4847022467
- DAZZLING 原久美子写真集（1992年12月、スコラ、撮影：渡辺達生）ISBN 4796200975
- PUDEUR（1994年1月、スコラ、撮影：立木義浩）ISBN 4796201513
- 原久美子写真集（1996年2月、スコラ、撮影：渡辺達生）ISBN 4796203613

### イメージビデオ・DVD
- グラビア伝説TREASURE
- アイドル黄金伝説・原久美子 シリーズ1 - 4作（ブロードウェイ）
  - かつてVHS版「スコラビデオ」として販売していた分を、DVD版として再発売。
- レジェンドゴールド Integraion 原久美子 
  - かつてオリーブからVHS版として販売されていた内容を、2008年にDVD版として再発売。
- HOT SHOOTING 原久美子 （1990年）
  - かつて大陸書房からVHS版として販売されていた内容を、2009年にDVD版として再発売。

## 出演

### 映画
- バカヤロー!4 YOU! お前のことだよ 第三話「サギるなジャパン」（1991年、松竹）

### オリジナルビデオ
- 招かざる客（1991年、日本ビデオ映画）
- 悪い金儲け（1992年、ケイエスエス）
- 食べちゃいたい!（1993年、新東宝ビデオ）
- B.B.フィッシュ（1993年、東映ビデオ）
- パチンカー奈美2（1993年、徳間ジャパンコミュニケーションズ ）
- 新・百合族2（1994年、にっかつビデオ）
- サーキットの狼2 モデナの研 ACT.1, ACT.2（1994年、日本ビクター）
- 雀荘へ行こう（1995年、バンダイビジュアル）
- 野望金融・大阪死闘篇（1995年、大映）
- どチンピラ 劇場版（1995年、セイヨー）
- 仕切り屋五郎（1995年、SHSプロジェクト）
- 82ワニ分署 Rebirth（1996年、マクザム）
- ワル正伝（1996年、ミュージアム）
- ダッチ（1996年、JVD）
- ハイエナの夜（1997年、ビームエンタテインメント）
- 悪の華（1997年、ケイエスエス）

### テレビドラマ
- 熱帯夜アカデミー「Misty Blue」（1989年 - 1990年、テレビ朝日）
- 土曜ワイド劇場（テレビ朝日）
  - 尼さん探偵名推理（1993年4月17日）
  - 同居人カップルの殺人推理旅行（1996年7月6日） - 影山優子 役
  - 夜間検証（1997年2月22日） - 古沢理恵 役
  - 京都セクシー妖怪殺人案内（1997年8月16日） - 鈴鹿さおり 役
  - 西村京太郎トラベルミステリー「五能線の女」（2006年12月16日） - 三村しのぶ 役
  - 法医学教室の事件ファイル（2007年2月24日） - 畑中ひとみ 役
  - 人類学者・岬久美子の殺人鑑定（2010年9月4日） - 夏目麻紀 役
  - デパート仕掛け人!天王寺珠美の殺人推理4（2010年10月16日） - 五十嵐早苗 役
  - 内田康夫サスペンス・福原警部4「フグハラ体型の警部と美人刑事の殺人捜査」（2012年4月14日） - 小宮由紀子 役
  - 再捜査刑事・片岡悠介6（2014年4月26日） - 加納真理 役
  - 天才刑事・野呂盆六9「もう1人の女〜本庁のコロンボ×記憶の消えた殺人犯!」（2014年7月19日） - 南条彩女 役
  - 検事・悪玉「その男、危険! 事件解決のためなら手段を選ばぬ毒舌検事VS正義感あふれる美女刑事!」（2016年3月19日） - 水野真衣子 役
  - 司法教官・穂高美子5「開廷中に裁判長が毒殺!!妻・愛人ホステス・判決直前の被告人…」（2016年10月29日） - 森山智代 役
  - 検事・朝日奈耀子18「死を呼ぶレジ係コンテスト!!優勝候補が審査員を殺害!?」（2016年11月12日） - 中井香白子 役
- 日曜プライム
  - おかしな刑事23（2020年） - 池谷良美
- 十津川警部シリーズ6「萩・津和野に消えた女」（TBS）（1994年10月17日） - 木下由美子 役
- 素敵に女ざかり2（NHK総合）（1997年）
- 金曜エンタテイメント（フジテレビ）
  - お気らく主婦の大冒険1　「豪華エステリゾート殺人事件」（1998年1月16日） - 木田あゆみ 役
  - ニュースキャスター沢木麻沙子1　「京都・出雲殺人事件」（1998年11月6日） - 谷真澄 役
  - 女子アナ刑事　「華麗なる財宝殺人」（2002年1月25日） - 長船陽子 役
  - 「地獄の花嫁5」（2004年） - 坪井弓枝
- 月曜ドラマスペシャル（TBS）
  - 早乙女千春の添乗報告書9（2000年1月10日） - 石垣真苗 役
  - 垂里冴子のお見合い事件帖 名探偵一家の推理が冴える!!（2000年7月10日） - 田代裕美子 役
  - おばさん会長・紫の犯罪清掃日記 ゴミは殺しを知っている4（2003年2月3日） - 野中みどり 役
- 月曜ミステリー劇場（TBS）
  - 棟居刑事シリーズ(中村雅俊版)1 花の狩人（2001年12月3日） - 勢家美奈子 役
- 警視庁強行犯係・樋口顕2（2004年） - 飯島祐美
- ウルトラマンコスモス（毎日放送） - サワグチ ヤスエ女史 役
  - 第17話「二次元の罠」（2001年10月27日）
  - 第44話「ギギVSゴン」（2002年5月4日）
- 蔵の宿
- 新・科捜研の女
- 子連れ狼
- 八丁堀の七人
- ラブ・レボリューション
- 検察官キソガワ
- ケータイ刑事 銭形愛 第26話(BS-i)
- ケータイ刑事 銭形海 第3話(BS-i)
- ベビーシッターの危険な好奇心（2007年11月12日、TBS） - 南条理恵 役
- 新春ワイド時代劇 徳川風雲録 八代将軍吉宗（2008年1月2日、テレビ東京）
- 水曜ミステリー9（テレビ東京）
  - さすらい署長　風間昭平6　さぬき金毘羅殺人事件（2007年4月4日、テレビ東京） - 宇田川澄江 役
  - 芸者小春姐さん奮闘記5・別れ舞殺人事件（2008年1月23日、テレビ東京） - 美鈴 役
  - 多摩南署たたき上げ刑事・近松丙吉9・見知らぬ死体（2012年1月25日、テレビ東京） - 酒井あずさ 役
  - 不倫調査員・片山由美12・黒の環状線（2012年8月29日、テレビ東京） - 霧生亜紀 役
  - 森村誠一サスペンス 刑事の証明4（2012年10月31日、テレビ東京） - 篠原弥生 役
  - 軽井沢駐在犬日誌・飼い犬を誘拐…身代金1億円!?（2015年11月4日、テレビ東京） - 井岡瑠璃 役
- 水戸黄門第39部 第13話「強い女房に弓ひくな!・都城」（2009年、TBS） - おせい 役
- ママはニューハーフ（2009年、テレビ東京） - 戸部富美子 役
- 臨場（2009年5月6日、テレビ朝日） - 大信田加奈子 役
- 警視庁失踪人捜査課 第5話（2010年5月14日、朝日放送・テレビ朝日） - 里田愛華 役
- 月曜ゴールデン
  - 「狩矢警部シリーズ(8)京都西大路通り殺人事件」（2010年5月17日、TBS） - 乃村千代子 役
- 警視庁・捜査一課長 第4話（2016年5月5日、テレビ朝日） - 古賀めぐみ 役
- テミスの剣（2017年） - 生稲奈津美
- 犯罪の回送（2018年） - 早川千恵子
- 誘拐法廷〜セブンデイズ〜（2018年10月7日、テレビ朝日） - 棚橋律子 役
- 特捜9season2 第2話（2019年4月17日、テレビ朝日） - 笹谷裕子 役
- 刑事アフター5（2020年10月1日、テレビ朝日） - 笠原祥子 役

他多数。

### バラエティ番組ほか
- ミュージックステーション「JUST FIT家の人々」（テレビ朝日系）
- 生活ほっとモーニング（NHK総合）
- 朝だ!生です旅サラダ（朝日放送）
- たかじん胸いっぱい（関西テレビ）
- たかじんのそこまで言って委員会（よみうりテレビ）
- たかじんONEMAN（毎日放送）
- Wスポット （関西テレビ）司会
- 原久美子のハワイDEひととき（地方局 配給番組）
- 土曜スペシャル（テレビ東京）不定期リポーター
- 水着でKISS ME（テレビ東京）司会、再現ドラマ